# 得田雅章
得田 雅章（とくだ まさあき、1971年7月 - ）は、日本の経済学者。学位は、博士（経済学）（早稲田大学・論文博士・2006年）。滋賀大学経済学部経済学科教授を経て、2021年より日本大学経済学部教授。

## 来歴
1971年、富山県に生まれる。1994年に富山大学経済学部を卒業。金融機関勤務を経て、2006年早稲田大学大学院経済学研究科博士課程修了。博士（経済学）取得。論文名は　「金融システムショックを考慮した貨幣と実体経済の関係 : 内生的貨幣供給理論の観点から(The relationship between money and the real economy in the light of the financial system shock : from the viewpoint of endogenous money supply theory) 」。同大学政治経済学部助手、桜美林大学経済学部非常勤講師を経て、2006年より滋賀大学経済学部助教授（2007年より名称変更により准教授）。専門は金融政策、計量経済学。

## 年譜
- 1971年 - 富山県にて出生
- 1994年 - 富山大学経済学部卒業
- 2000年 - 早稲田大学大学院経済学研究科修士課程修了
- 2003年 - 早稲田大学政治経済学部助手
- 2004年 - 桜美林大学経済学部非常勤講師
- 2006年 - 早稲田大学大学院経済学研究科博士課程修了
- 2006年 - 滋賀大学経済学部助教授
- 2007年 - 滋賀大学経済学部准教授

## 著作

### 共著
- (清野一治編)『金融・通貨制度の経済分析 』（早稲田大学出版部，2008）
- (安藤潤,塚原康博,永冨隆司,松本保美,鑓田亨と共著)『平成不況』（文眞堂，2010）

## 主な所属学会
- 日本金融学会
- 日本経済学会